# Bruno Droste
Bruno Droste (* 19. Februar 1918 in Schwiebus; † 18. März 1969 in Brüssel) war ein deutscher Musiker, Komponist, Bearbeiter und Orchesterleiter.

## Werk
Im Jahre 1947 ist seine Bearbeitung des Kinderliedes Weißt du, wie viel Sternlein stehen erschienen. Seine Version ist ein langsamer Foxtrott mit einem Text von Toni Tanner. Das Lied wurde im Swing Musikverlag Erfurt veröffentlicht. In den Folgejahren wurden von Bruno Droste Instrumentaltitel, Schlagerlieder und Verlagsbearbeitungen veröffentlicht. Beispielsweise verfasste er Bearbeitungen für den Harth Musik Verlag Leipzig-Berlin und für Lied der Zeit, Musikverlag, Berlin.
1965 schrieb er für den Titel „Moskauer Nächte“ von Solowjow-Sedoi ein Orchester-Arrangement.
Zum erhofften Vertragsabschluss mit einem deutschen Musikverlag kam es nicht. Seine Orchester-Bearbeitung wurde nicht lizenziert.
Auch Amiga veröffentlichte einige Lieder von ihm. So wurde das „Prelude d’amour“ (Text: Gerd Mylow), in der Einspielung mit dem Tanzorchester des Senders Leipzig, unter der Leitung von Kurt Henkels, 1949 die erste Schallplattenaufnahme Fred Frohbergs.
„Lüttje Deern“ (Helmut Kießling) sang Heinz Schultze auf Platte.
Das Tanzstreichorchester Bruno Droste spielte einige Aufnahmen für Amiga ein; so, „Für Manuela“ (Arnold Bormann), mit Klaus Groß.
Droste war als Komponist und musikalischer Leiter seines Bruno Droste Tanzstreichorchesters sehr erfolgreich in Erfurt, aber dennoch unzufrieden aufgrund der Einschränkungen des Sowjetregimes gegenüber Künstlern. Während eines Auftritts in Ost-Berlin im September 1958 kam es aufgrund des Repertoires zu einem Streitgespräch mit den Kontrollaufsehern. Auf Grund dieses Vorfalles beschloss Bruno Droste nach seinem Auftritt in den Westen zu gehen und ließ sich dort am nächsten Tag als Flüchtling, in Berlins amerikanischer Zone, registrieren.
Droste lebte bis 1958 in Erfurt und starb im Jahr 1969 in Brüssel.
1970 nahm Doris Marion sein „Prelude d’amour“ mit ihrem eigenen englischen Text „So is My Love for You“ mit dem RIAS Tanzorchester auf.
2012 nahmen die Stuttgarter Sopranistin Christine Reber & friends die CD „Wiederentdeckt“ mit 14 Liedern von Bruno Droste in deutscher, französischer und englischer Sprache auf.

## Werke
- 1947 „Toto - Akkordeonsolo“[8] – 2007 eine Aufzeichnung mit Roberto Cassan. Auf meine Frage zu dieser Aufnahme, schrieb mir Frau Carlino:[9]
- 1948 „Einmal hat alles ein Ende“ (G. Lindau)
- 1952 „Postscriptum“ (Klaus Kramer)[10][11]
- 1955 „Küsst du mich, küss ich dich“ (Helmut Kießling) – 1963 schrieb Doris Marion einen englischen Spezialtext zu diesem Lied („Taking a Trip with You“)
- 1955 „Hörst du die Klänge?“ ( Maggie Koch, Helmut Kießling)[12]
- 1955 „Für Manuela“ (Arnold Bormann)
- 1956 „Lüttje Deern - Rheinländer-Polka“ (Helmut Kießling)[13]
- 1956 „Mach mir das Herz nicht so schwer“ (Kaja Tiller)
- 1956 „Abra-ka-dabra“ (Willy Schüller)
- 1956 „Alle meine Lieder“ (Hans Hardt)[14]
- 1956 „Dann und wann“ (Werner Thomas) – 1963 englischer Text von Doris Marion „Disappearing Lover“
- 1957 „Esprit - Intermezzo für Salonorchester“
- 1957 „Gang durch die Stadt“ (Ursula Dörge)
- 1958 „So wie du“ (Dieter Schneider)[15][16]
- 1963 „Magic Town“ (Doris Marion) – Doris Marion und das Metropol Orchester[17] – weitere Aufnahmen dieses Liedes 1966[18] und 1970[19]

- 2012 nahmen die Stuttgarter Sopranistin Christine Reber & friends die CD „Wiederentdeckt“ mit 14 Liedern von Bruno Droste in deutscher, französischer und englischer Sprache auf.[20]